# Grand nègre des bois
Minois dryas
Pour les articles homonymes, voir Nègre (homonymie) et Bois.
Espèce
Le Grand Nègre des bois, parfois appelé la Dryade (Minois dryas), est une espèce de lépidoptères, un papillon diurne qui appartient à la famille des Nymphalidae, à la sous-famille des Satyrinae et au genre Minois.

## Dénomination
Il a été nommé Minois dryas par Giovanni Antonio Scopoli en 1763.
Synonymes : Papilio dryas Scopoli, 1763 ; Papilio phaedra Linnaeus, 1764 ; Hipparchia dryas ; Satyrus dryas.

### Noms vernaculaires
Le Grand nègre des bois se nomme Blauäugiger Waldportier ou Blaukernauge en allemand, Dryad en anglais, Ojos azules en espagnol et Skalnik driada en polonais,.

## Sous-espèces
- Minois dryas phaedra (L., 1764) ; sud des Alpes (grande et bien ocellée)[4].
- Minois dryas bipunctatus (Motschulsky, 1861) ; dans l'est de l'Asie et au Japon.
- Minois dryas septentrionalis (Wnukowsky, 1929) ;
- Minois dryas shaanxiensis Qian [2].

## Description
Ce grand papillon est de couleur très foncée, brun tirant sur le noir chez le mâle, se caractérise par ses gros ocelles centrés de bleu sur les deux faces de l'aile antérieure.
Son envergure va de 45 à 70 mm et la femelle est plus grande que le mâle qui ne dépasse pas 60 mm.

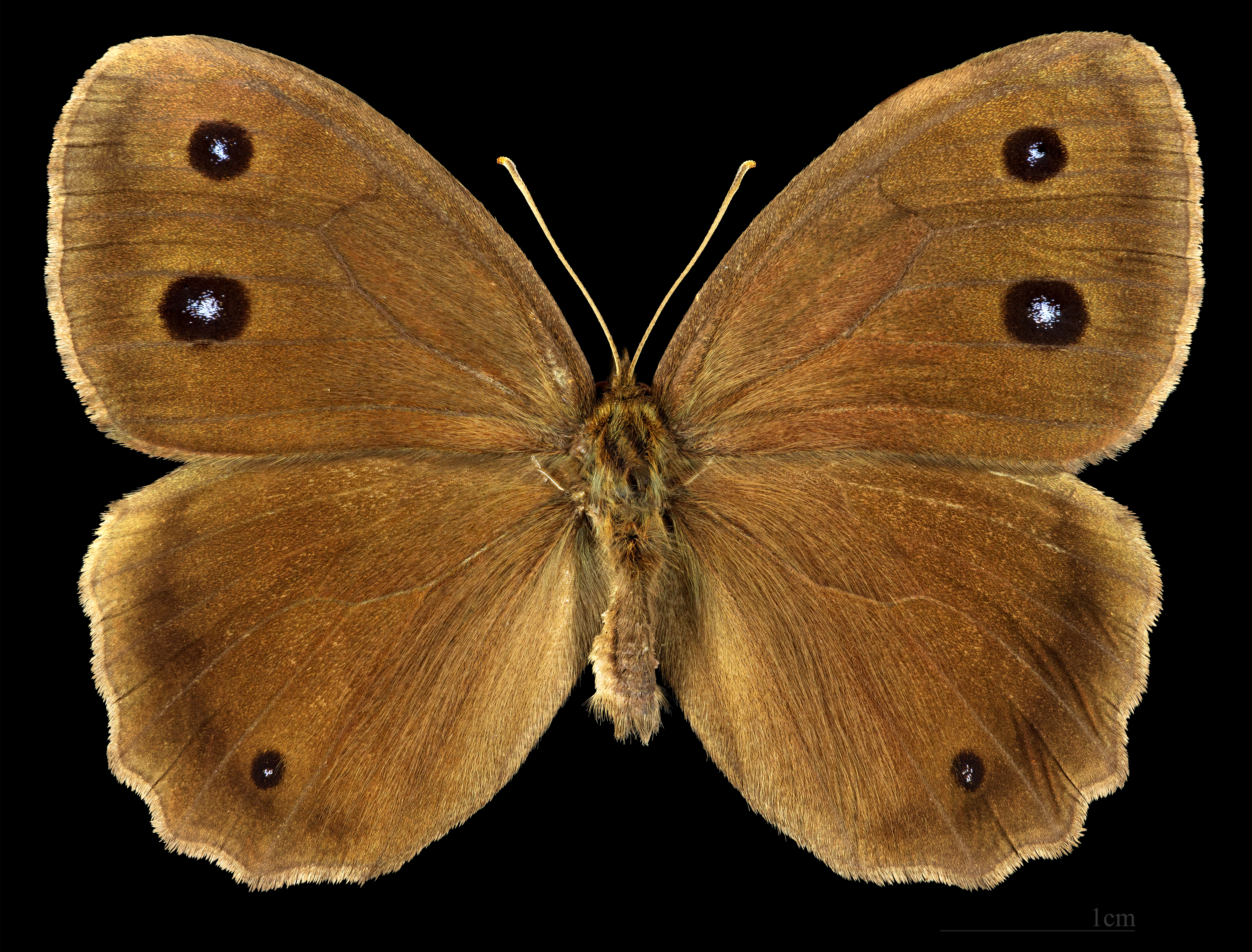
Minois dryas ♂  MHNT
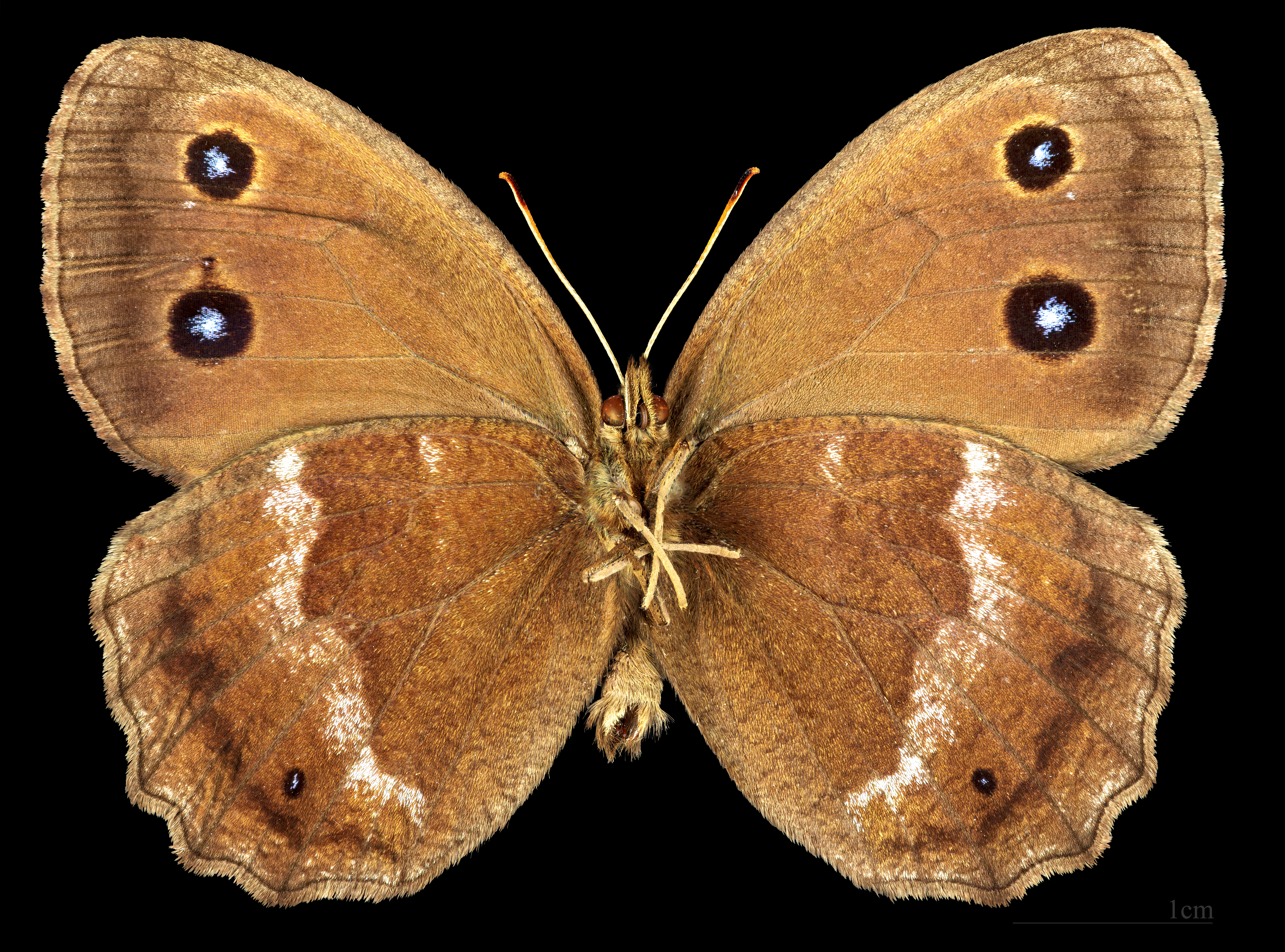
Minois dryas ♂   △

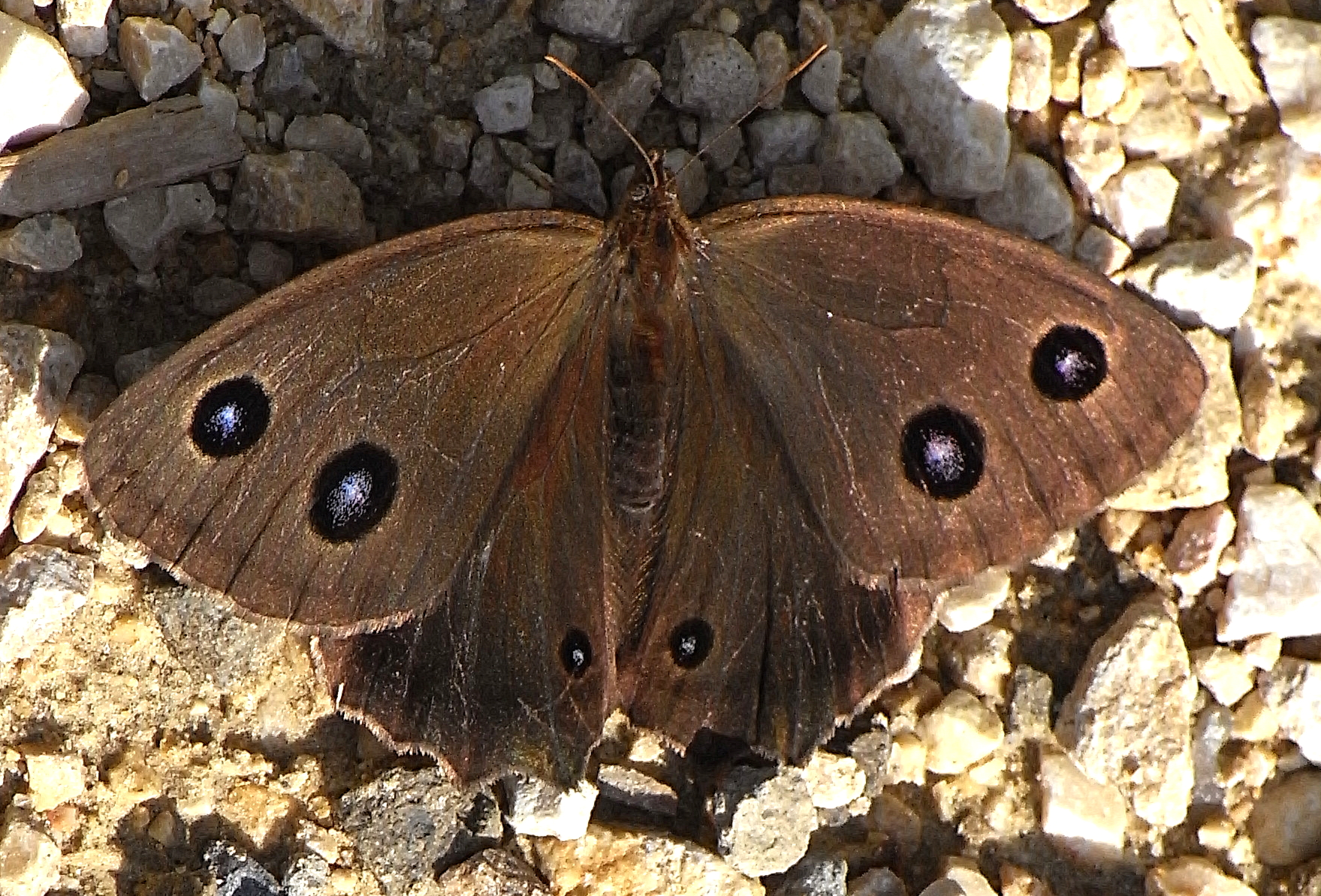
Les ocelles sont bien visibles
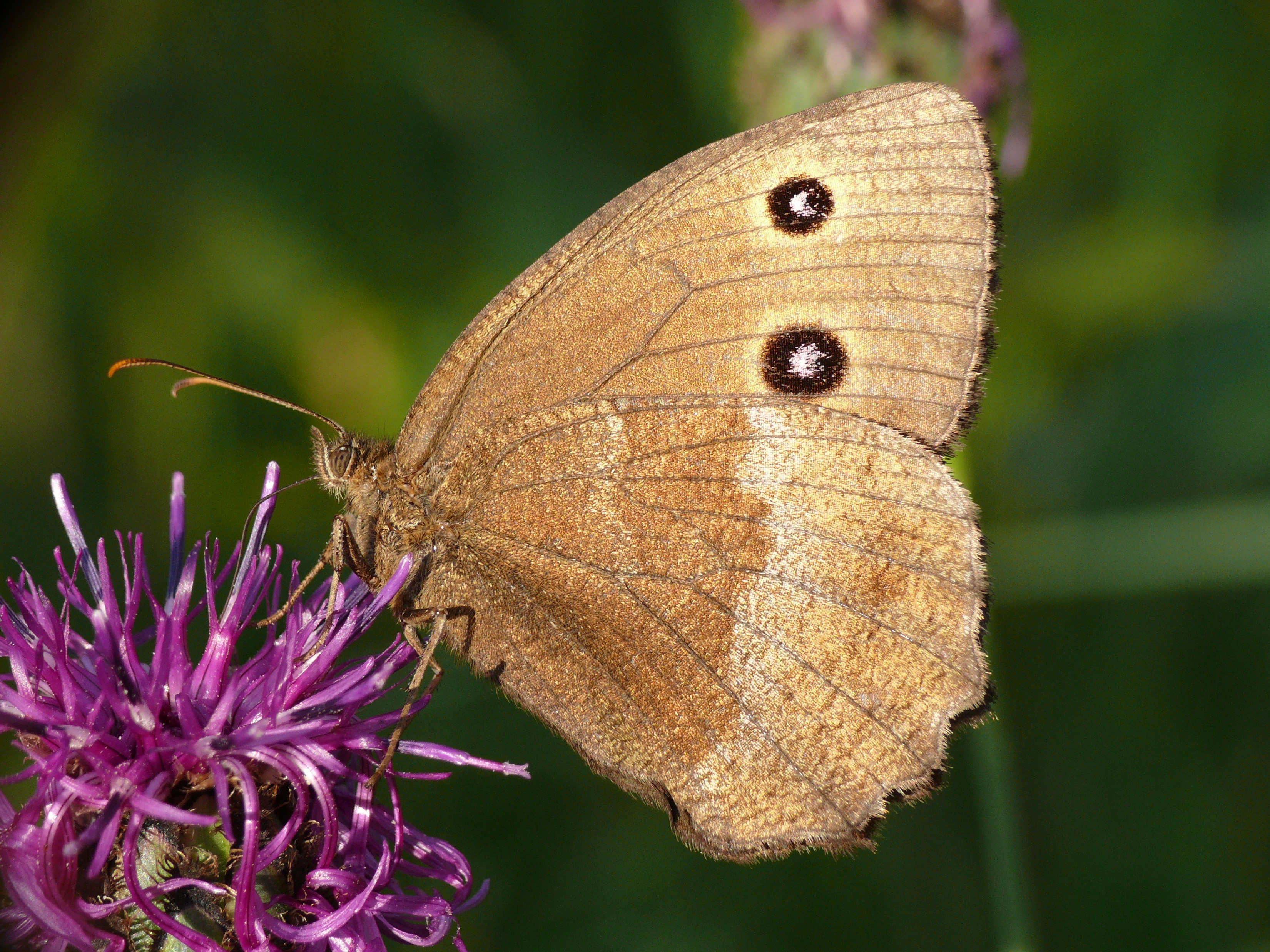
le même, ailes repliées
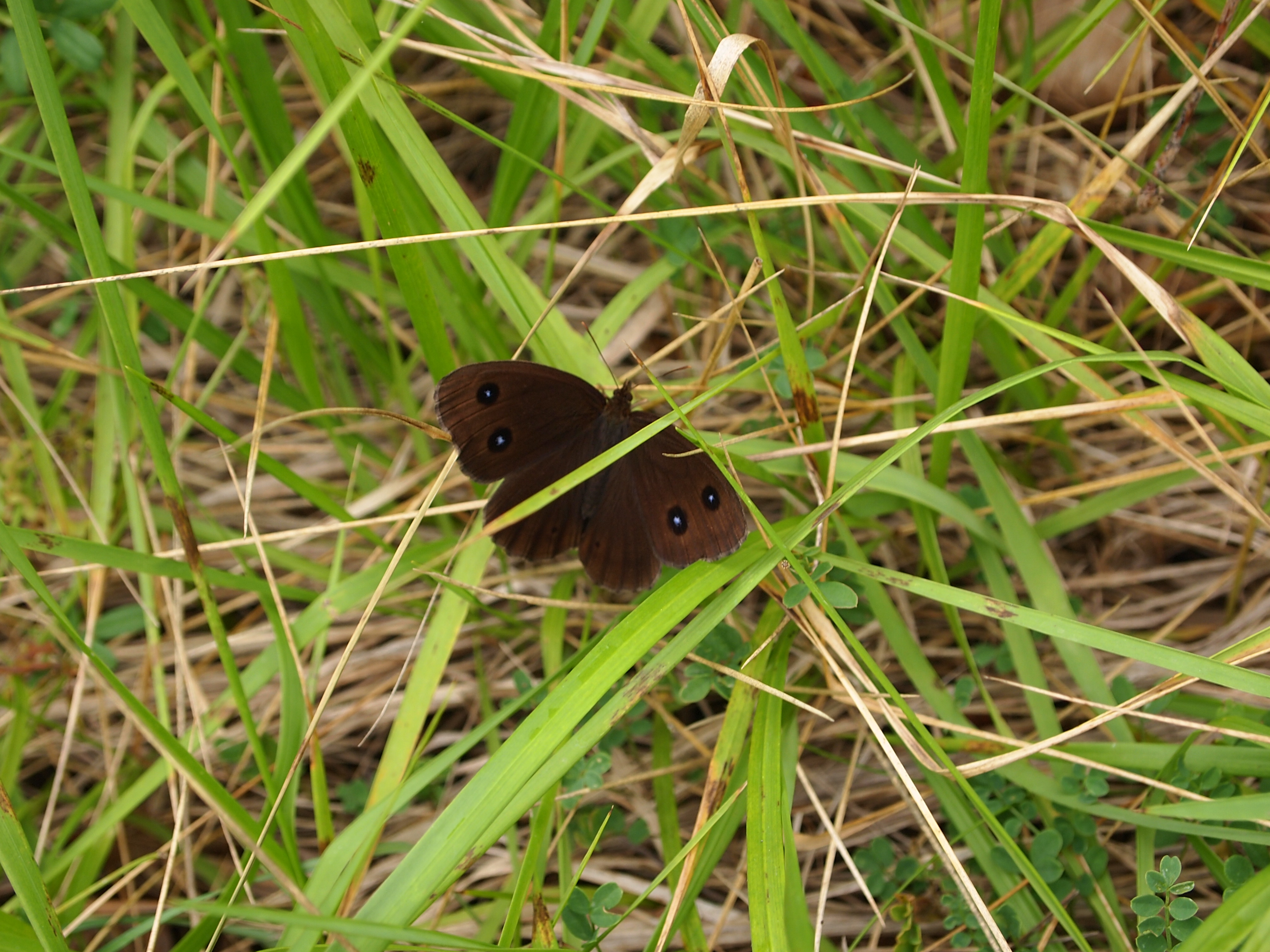
Le mâle est brun très foncé

### Œufs
Les œufs, sphériques et d'aspect nacré, sont pondus séparément sur une de ses plantes hôtes, des poacées.

### Chenille
La chenille hiberne au premier ou au second stade.
Proche de la nymphose, elle est brun grisâtre rayée de marron, longue de 30 à 35 mm.

### Chrysalide
Elle est de couleur brun-orangé.

## Biologie

### Période de vol et hivernation
La période de vol s'étend de juillet à septembre en une seule génération.
L'hibernation a lieu au stade de chenille.

### Plantes hôtes
La chenille se nourrit de poacées (graminées), surtout Poa, Avena, Bromus, Dactylis, Festuca, Arrhenatherum elatius, Oryza sativa, Molinia caerulea et aussi de cypéracées : Carex.

## Écologie et distribution
Le Grand nègre des bois est un papillon présent du sud de l’Europe jusqu’au Japon et particulièrement en Asie centrale.
En France métropolitaine, il serait présent dans de nombreux départements de la moitié sud sauf en Corse et absent dans le quart nord du pays,,.

### Biotope
Il affectionne les prairies sèches, les friches et les bois clairs.

### Protection
Il ne bénéficie pas de statut de protection spécifique.